# New Orleans
New Orleans (engelskt uttal: [/nuːˈɔːrl(i)ənz, ɔːrˈliːnz/]; franska: La Nouvelle-Orléans, franskt uttal: [/lanuvɛlɔʀleɑ̃/]; "nya Orléans") är den största staden i delstaten Louisiana i USA. Staden är belägen vid Mississippifloden, tio mil uppströms från dess mynning i Mexikanska golfen. Staden sammanfaller med det administrativa området Orleans Parish. Vid folkräkningen år 2000 var stadens befolkning 484 674 invånare och inklusive förorter 1 337 726; år 2006, året efter orkanen Katrina, beräknades befolkningen vara 223 388.
New Orleans har sitt centrum vid den norra stranden av Mississippifloden och breder åt norr ut sig fram till Lake Pontchartrain. Staden ligger delvis under såväl havsytans som Mississippiflodens nivå och skyddas därför från översvämning av stora vallar (levéer) åt alla håll samt kraftiga pumpar. Lake Pontchartrain är en sjö med bräckt vatten (ett estuarium) som via Lake Borgne står i direkt kontakt med havet i öster. Sötvatten rinner in i sjön via flera vattendrag och från vatten som avleds från Mississippifloden. Kanalen Industrial canal går genom östra New Orleans och leder båttrafik mellan Mississippifloden via slussar och sjön. Kanalen står i förbindelse med kanalsystemet Intracoastal Waterway.
New Orleans har södra USA:s största hamn, Port of South Louisiana, och denna utgör basen för stadens ekonomi. Handel sker med Mexiko och den karibiska övärlden. Staden är känd som jazzens och Louis Armstrongs födelseort och som nöjesstad. Det anses att stängningen av nöjes- (och bordell)distriktet Storyville 1917 bidrog till jazzens spridning norrut. Mardi Gras, som årligen genomförs här, är landets största karneval. Staden är känd för sitt rika musik- och restaurangliv liksom för sina väl bevarade byggnader byggda i en för USA avvikande arkitektur. I den berömda historiska stadsdelen French Quarter finns ett stort antal etablissemang med förstklassig musik och mat. Det finns förstklassiga restauranger även i andra delar av staden, som till exempel Commander's Palace som blev utsedd till årets restaurang i USA år 2003. Restaurangen ligger i Garden District.
New Orleans har ett fuktigt subtropiskt klimat med heta, fuktiga somrar och milda vintrar.

## Administration

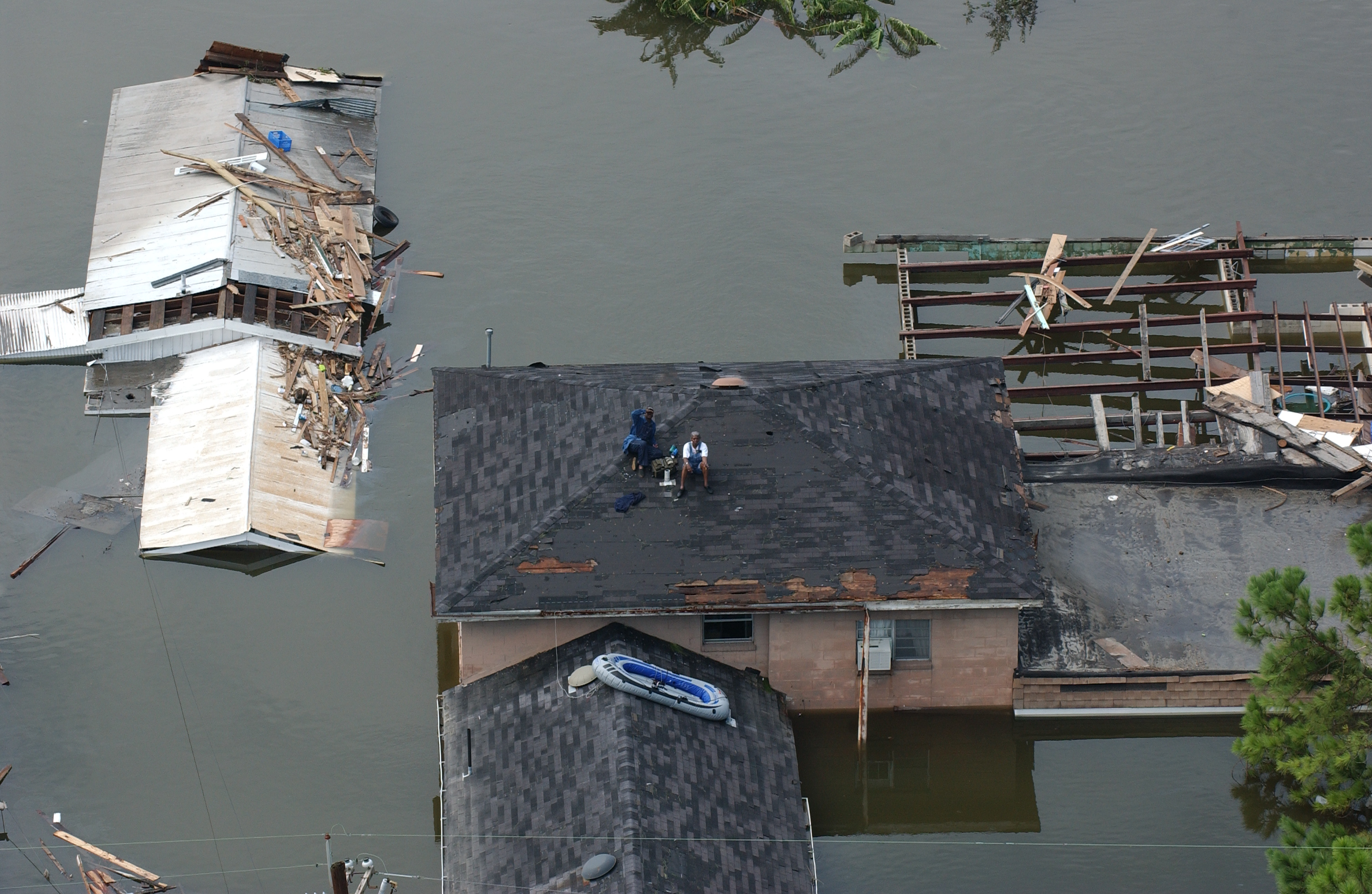
Strandsatta invånare vid översvämningen 2005

Staden styrs av en borgmästare, mayor, och en stadsstyrelse, city council, på sju personer. De båda administrativa områdena City of New Orleans och Orleans Parish omfattar samma område och är hopslagna.
New Orleans även även säte för den federala appellationsdomstolen United States Court of Appeals for the Fifth Circuit.

## Klimat
Staden har ett fuktigt subtropiskt klimat med heta somrar och milda vintrar.
Normala temperaturer och nederbörd i New Orleans:
|                                            | Jan | Feb | Mar | Apr | Maj | Jun | Jul | Aug | Sep | Okt | Nov | Dec |
| ------------------------------------------ | --- | --- | --- | --- | --- | --- | --- | --- | --- | --- | --- | --- |
| Normaldygnets maximitemperaturs medelvärde | 17  | 18  | 22  | 26  | 30  | 32  | 33  | 33  | 31  | 26  | 22  | 18  |
| Normaldygnets minimitemperaturs medelvärde | 6   | 8   | 11  | 15  | 19  | 22  | 23  | 23  | 21  | 16  | 11  | 8   |
|                                            |     |     |     |     |     |     |     |     |     |     |     |     |
| Nederbörd                                  | 149 | 139 | 133 | 127 | 117 | 173 | 157 | 156 | 141 | 77  | 129 | 129 |

| Diagram | temperaturer i °C • månadsnederbörd i mm | temperaturer i °C • månadsnederbörd i mm | temperaturer i °C • månadsnederbörd i mm | temperaturer i °C • månadsnederbörd i mm | temperaturer i °C • månadsnederbörd i mm | temperaturer i °C • månadsnederbörd i mm | temperaturer i °C • månadsnederbörd i mm | temperaturer i °C • månadsnederbörd i mm | temperaturer i °C • månadsnederbörd i mm | temperaturer i °C • månadsnederbörd i mm | temperaturer i °C • månadsnederbörd i mm | temperaturer i °C • månadsnederbörd i mm |
|         | 149 17 6                                 | 139 18 8                                 | 133 22 11                                | 127 26 15                                | 117 30 19                                | 173 32 22                                | 157 33 23                                | 156 33 23                                | 141 31 21                                | 77 26 16                                 | 129 22 11                                | 129 18 8                                 |

## Geografi

### Andra städer inom samma latitud
- Suez, Egypten
- Houston, USA (Texas)
- San Antonio, USA (Texas)
- Kuwait City, Kuwait

## Historia

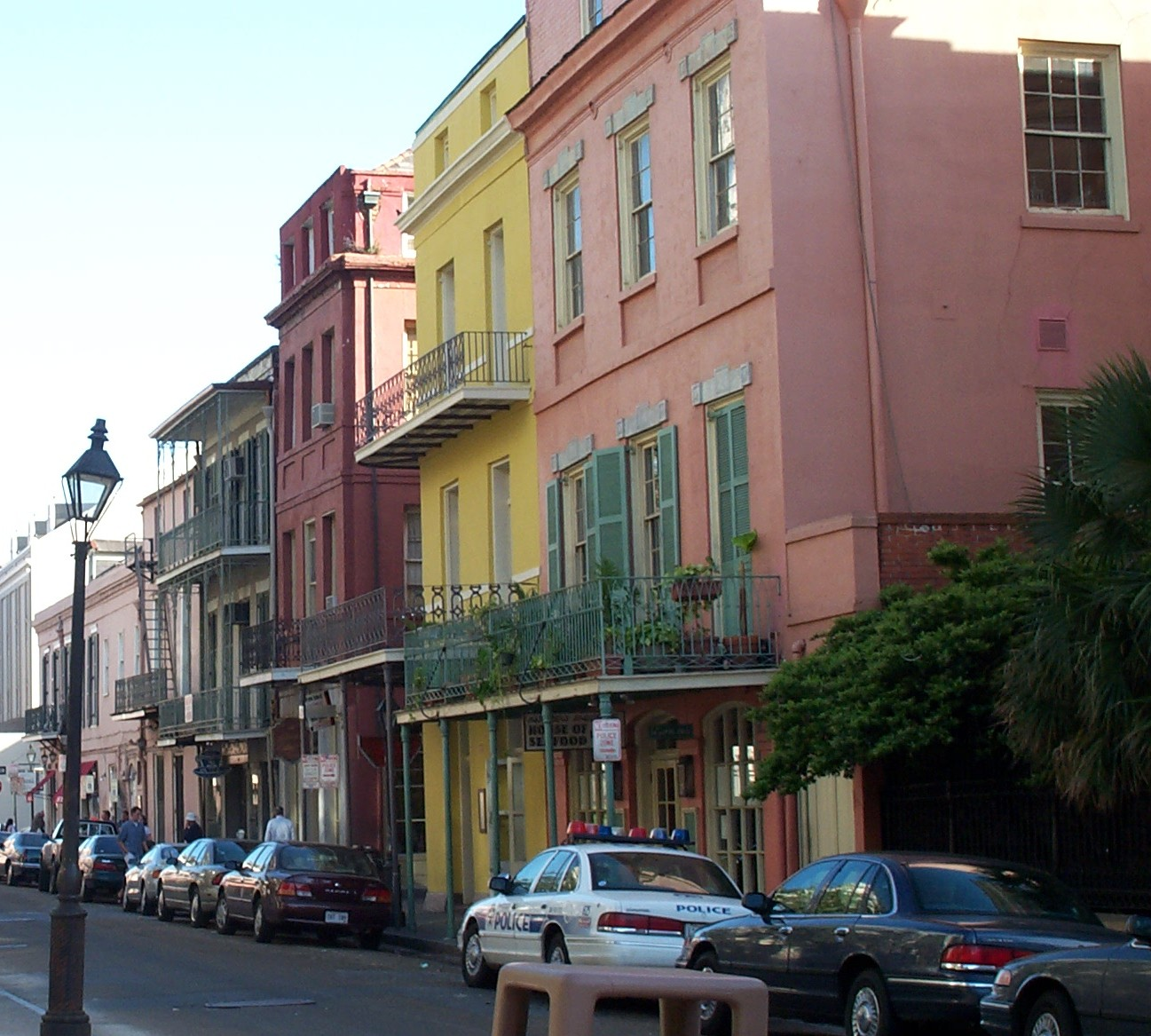
Kvarter i New Orleans

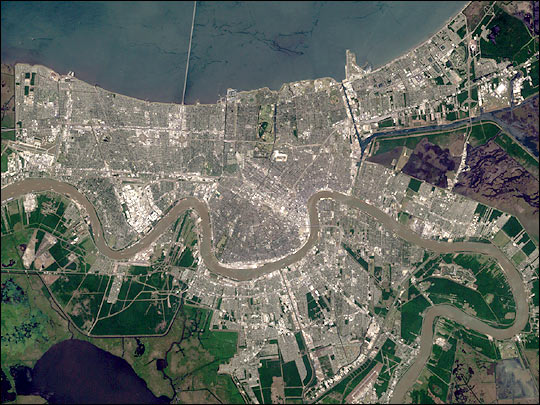

New Orleans anlades av fransmännen 1718 mellan nedre delen av Mississippifloden och Lake Pontchartrain. Läget var perfekt för att skapa en handelsstad. Staden anlades på ett av de få ställen med hög mark, då översvämningar är vanliga i området. Staden fick namnet La Nouvelle Orléans (Nya Orléans) för att hedra hertig Filip av Orléans som var regent åt den då omyndige Ludvig XV av Frankrike. 1722 ersatte Nouvelle Orléans Biloxi som huvudstad för franska Louisiana. I september samma år drabbades staden av sin första allvarliga orkan, vilken förstörde större delen av stadens byggnader. När staden återuppbyggdes användes ett strikt rutmönster, vilket fortfarande finns kvar i French Quarter.
Efter sjuårskriget kom Louisiana inklusive New Orleans under spansk kontroll 1763 genom Fontainbleau-avtalet. Detta retade upp invånarna, och franska och tyska Louisianabor gjorde uppror 1768, men detta slogs ner och fem av upprorsledarna avrättades. De flesta av byggnaderna i stadsdelen French Quarter är byggda under den spanska perioden. Orsaken till detta är att de ursprungliga, enklare byggnaderna till största delen förstördes vid de stora eldsvådorna 1788 och 1794. Totalt brann drygt 1 000 hus upp. Vid sidan om eldsvådorna plågades New Orleans invånare även av sjukdomarna gula febern, malaria och smittkoppor. Det sista större utbrottet av gula febern skedde 1905.
År 1800 återbördades staden formellt till Frankrike i fördraget i San Ildefonso men var under spanskt styre ända fram till 1803 då staden ingick i det så kallade Louisianaköpet där USA köpte det franska Louisiana. Vid denna tidpunkt hade staden fortfarande bara 10 000 invånare. Redan tidigt utmärktes New Orleans av sin multikulturellt blandade befolkning och blandning av kulturer. Staden växte snabbt, med influenser från amerikaner, fransmän och kreolska fransmän (människor av franskt ursprung födda i Amerika). Många kreoler flyttade till New Orleans när de flydde från revolutionen på Haiti. 
Under 1812 års krig mellan USA och Storbritannien skickade britterna en styrka för att inta staden. General Andrew Jackson hade samlat en brokig skara mannar till stadens försvar, bland annat ska piraten Jean Lafitte och hans mannar ha avbrutit sin verksamhet för att hjälpa till. Krigets huvudslag utkämpades 8 januari 1815 där britterna led ett svårt nederlag. Av de 9 000 brittiska soldaterna dog 2 000. Då hade fred redan slutits två veckor tidigare i Gent, men nyheten hade inte hunnit nå den amerikanska kontinenten. Stadens befolkning ökade snabbt under de närmaste årtiondena efter denna strid. 1840 uppgick invånarantalet till 102 000, det vill säga en tiodubbling på 40 år. Staden var då USA:s fjärde största stad, landets största stad vid sidan om städerna vid Atlantkusten och därmed även Söderns största stad. Bakomliggande orsaker till tillväxten var att USA:s export fördubblades under denna period samt att järnvägar och kanaler byggdes till staden. Det senare förstärkte dess funktion som en av USA:s viktigaste handelsstäder.
1849 inträffade den värsta översvämningen som New Orleans kom att uppleva före 2005. Detta genom att en levée brast uppströms om staden. Översvämningen ledde till att 12 000 stadsbor blev hemlösa. Under Amerikanska inbördeskriget erövrades New Orleans tidigt av Nordstaternas trupper, och besparades därmed den förstörelse som drabbade många andra städern i Södern. En flottstyrka från norr erövrade staden den 28 januari 1862.
Med en stor utbildad befolkning av färgade som sedan länge hade samexisterat och samarbetat med den vita befolkningen, var rasattityderna utpräglat liberala för att vara i amerikanska Södern. Många i staden protesterade mot delstatsregeringens försökt att införa strikt rassegregation, och försökte ändra på detta genom ett juridiskt testfall. Detta fall prövades av Högsta domstolen 1896. Resultatet blev en seger för segregationslagarna, och dessa upprätthölls därefter mer än ett halvt sekel. 1897 öppnades Storyville, ett område för prostitution, underhållning och spel. Myndigheterna var inledningsvis positiva eftersom det ansågs ge bättre kontrollmöjligheter om denna typ av aktiviteter koncentrerades till ett litet och väl avgränsat område. Storyville blev snabbt en turistattraktion. Området existerade i 20 år innan det stängdes på order av den amerikanska staten.
Fram till början av 1900-talet byggdes staden på högt belägen mark, skyddad av naturliga levéer. På 1910-talet skapade ingenjören och uppfinnaren A Baldwin Wood helt nya områden där bebyggelse kunde ske, genom en kombination av stora pumpar, dränering och byggande av konstgjorda levéer. Dessa levéer (och därmed staden) klarade sig mycket knappt under den stora Mississippiöversvämningen 1927. Turism blev under de sista årtiondena av 1900-talet en av stadens viktigaste inkomstkällor. Detta märktes framförallt i områdena French Quarter och grannområdet Central Business District.

### Jazzhistoria
New Orleans har en viktig plats i jazzens historia, där svarta musiker skapade något nytt med utgångspunkt från förra sekelskiftets marsch- och dansmusik. Den tidiga jazzstilen dixieland skapades där, och kallas ibland för "New Orleans-jazz". En av jazzens rötter finns i stadens svarta befolknings traditionella stora begravningsföljen med musik. Typen av begravning lever i viss mån kvar och kallas för jazzbegravning.

## Orkanen Katrina
I slutet av augusti 2005 orsakade orkanen Katrina en stormflod som delvis förstörde stadens skyddsvallar mot Lake Pontchartrain och mer eller mindre dränkte New Orleans. Mer än tusen människor omkom. 
Många av de familjer som evakuerades under översvämningen har fortfarande inte vågat eller haft råd eller möjlighet att flytta tillbaka och flera stora företag som haft sitt huvudkontor i innerstaden har flyttat till andra städer i USA, då man befarar att katastrofen kan upprepas.

## Sport

### Stora Idrottslag
- Basket
  - New Orleans Pelicans, NBA
- Amerikansk fotboll
  - New Orleans Saints, NFL